# Fritz Teufel (rajzfilmfigura)
Fritz Teufel a Macskafogó című animációs film fő gonosztevője, az egerek egyik legfőbb ellenlábasa.
Elég keményen bánik alkalmazottaival, különösen Safranekkel, aki kisebb-nagyobb hibákat vét.

## Jellemzése
Nagyon magas, vékony, egyik szemén fekete szemkötőt visel, ami alatt egy piros macskaszem (prizma) található, valamint a bal keze robotkéz, és műfogsora van.
Fontos jellemzője vagy inkább szokása, ha Safranek valamit rosszul tesz, először udvariasan megkéri, menjen közelebb, majd robotkezével kegyetlenül megsebzi. Másnap azonban udvariasan megkérdezi, mi történt, mire Safranek annyit mond: borotválkoztam. Elég érdekes hogy a filmben kiderül hogy Safranek felesége Teufellel él együtt, ami elég humoros formában jön le a rajzfilm során.
Egyvalakitől tart: Giovanni Gatto, a macskaszindikátus elnöke, aki egy fehér, kék szemű perzsamacska. A függése abban nyilvánul meg, hogy Mr. Gatto bármit kér Teufel-től, azonnal teljesíti az elnök úr kérését.
A karakter vegyes kritikákat kapott, ezek többsége pozitív.